# شعب موندا
الشعوب الموندية وهي مجموعات عرقية هندية تعيش في الهند ويعيشون في هضبة تشوتا ناغبور شرق الهند، ويشكلون كثافة سكانية عالية في ولاية جهارخاند وبعض الأجزاء من ولاية أوديشا في غرب خليج البنغال وفي ولاية بيهار وفي بعض الأجزاء من بنغلاديش، تتكلم هذه الشعوب باللغات الموندية، يبلغ عدد الموندا حاليا حوالي 9 ملايين نسمة، ومن ضمن هؤلاء الشعوب الهوويون والكوليون والسنطاليون.

## لمحة تاريخية
بحسب العالم اللغوي بول سيدويل، وصلت لغات موندا إلى ساحل أوريسا من جنوب شرق آسيا قبل نحو من 4000 إلى 3500 عام مضت وانتشرت بعد وصول الهندوآريين إلى أوديشا. انتشر شعب موندا بدايةً من جنوب شرق آسيا، لكنهم اختلطوا على نطاق واسع مع سكان الهند المحليين.
بحسب آر. إس. شارما، مؤرخ للهند القديمة والعصور الوسطى، احتل الهندوآريون الذين تحدثوا اللغات الموندية المنطقة الشرقية من الهند القديمة. يُعتقد بأن العديد من المصطلحات التي وردت في نصوص فيدك كتبت بين (500 و1500) قبل الميلاد. إن وجود تلك المصطلحات في النصوص التي جُمعت في حوض الغانغتيك العلوي في وقت متأخر من تلك الفترة يشير إلى أن متحدثي موندا كانوا هناك في ذلك الوقت. تبعًا لباربارا إيه. ويست، يدّعي شعب الموندا أن الأصل يعود إلى أتار براديش، وإلى تدفق ثابت شرقًا في التاريخ بينما انتقلت مجموعات أخرى إلى موطنها الأصلي. كانوا يقطنون منطقة أكبر بكثير في الهند القديمة.
في أواخر القرن الثامن عشر، أثناء الحكم البريطاني، أُجبر شعب موندا على دفع الإيجارات والعمل كعمال مستعبدين. بدأ المناضل لأجل الحرية المدعو «بيرسا موندا» أول مسيرات إحتجاجية تطالب بعدم دفع الإيجارات والعفو عن مستحقات الغابة. قاد حرب عصابات لاجتثاث الراج البريطاني (الهند البريطانية) وتأسيس موندا راج. بدأت حركة المليارية في الحزام القبلي معه، وما زال يحظى بتبجيل كبير في جهارخاند، حيث حيث يعبده القرويون في قريته الأصلية بكونه «بيرسا باغاوان».

## الثقافة والتقليد

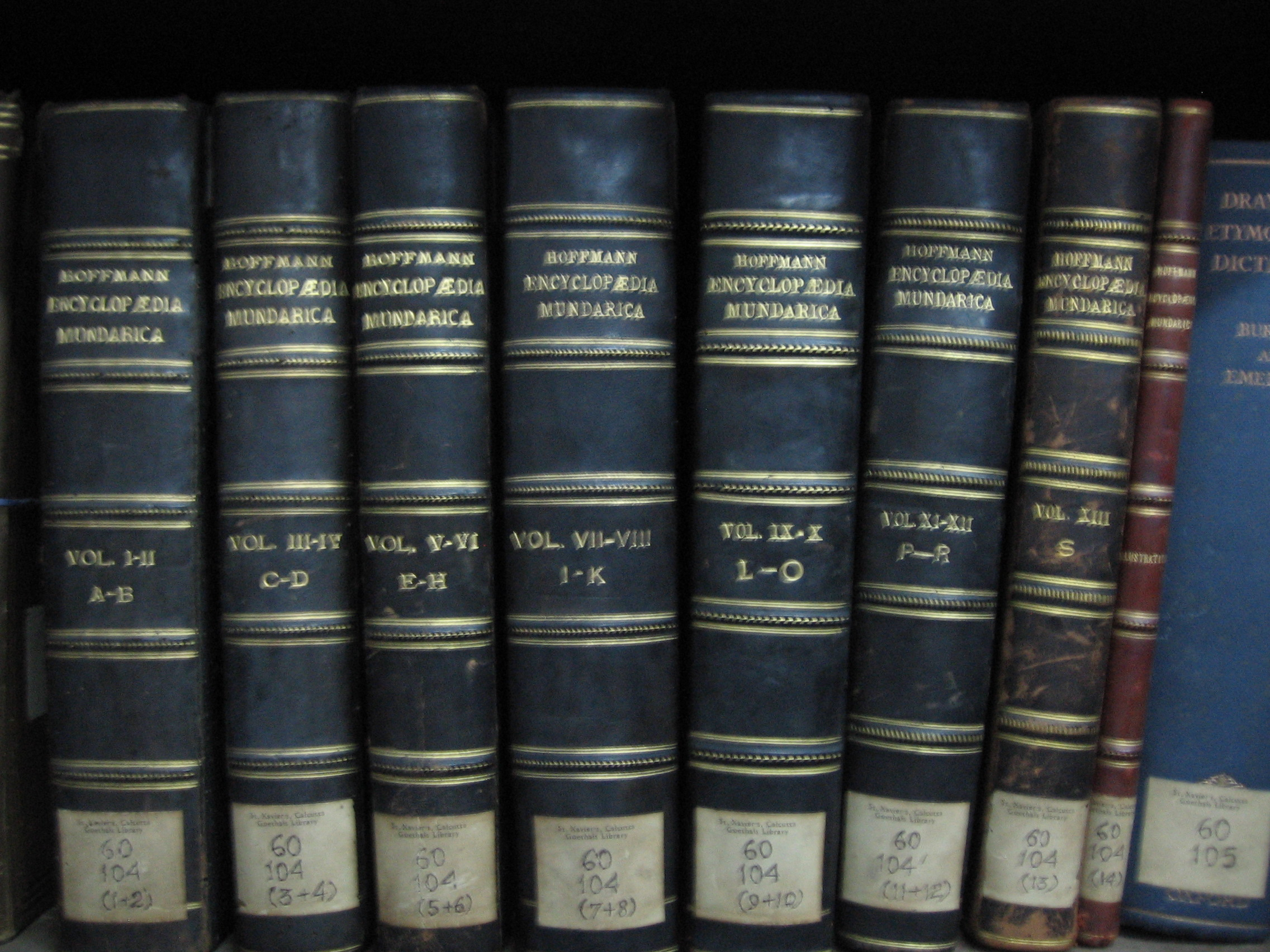
جزء من موسوعة مونداريكا للراهب اليسوعي الألماني يوهان بابتيست هوفمان المؤلفة من خمسة عشر مجلدًا

أصبح الصيادون الرحل في الحزام القبلي الهندي مزارعين يعملون في صناعة السلل وحياكة النسيج. مع إدراج شعب موندا تحت لائحة «القبائل المجدولة»، يعمل العديد منهم في منظمات حكومية مختلفة (خاصة السكك الحديدية الهندية).
تُعرف العشائر بين شعر موندا باسم كيلي، وهي شبيهة بالكلمة السنسكريتية كولا. يتبع شعب الموندا النسب الأبوي وينسب اسم العشيرة من الأب إلى الابن. تبعًا للتقليد، يعود الأشخاص الذين يتبعون لنفس العشيرة إلى الجد الأكبر نفسه. تعود العشائر بين شعب الموندا إلى أصل وثني. بعض العشائر تعود إلى باا (سمكة) ، وبابا (أرز)، وبالامشو (شبكة الصيد)، وبارلا، وبينغرا، وبولونغ (الملح)، ودانغ، ودونغ دونغ (اسم سمكة)، وغواديا، وهانس (البجعة)، وهمروم (شجرة)، وهورو (سلحفاة)، وهوندار (ضبع)، وجوجو (تمر هندي)، وكاوا (غراب)، وكيركيتا (طير)، وكولا (نمر)، ونيل (جاموس)، وموس (فأر)، وناغ (أفعى الكوبرا)، وباندو (أفعى الكوبرا)، وبورتي، وروندا (القط البري)، وسانغا (نوع من الجذور)، وسورين (أحد الطيور)، وتيرو (أحد الطيور)، وتوتي (نوع من الحبوب).
في ما يتعلق بالزراعة، يحتفل شعب الموندا بالأعياد الموسمية لعيد ماغي باراب، وفاغو، وكارام (احتفال)، وباها باراب، وسارهول وسوهراي. تتزامن بعض المهرجانات الموسمية مع المهرجانات الدينية، لكن معناها الأصلي يبقى نفسه.
لدى شعب الموندا العديد من من الأغاني الشعبية والرقصات والحكايات والآلات الموسيقية التقليدية. يشارك كلا الجنسين في الرقصات خلال المناسبات والمهرجانات الاجتماعية. تعد النقارة آلة موسيقية رئيسية. يشير شعب الموندا إلى رقصتهم وأغنيتهم ب«دورانغ» و«سوسن» تباعًا. بعض من الرقصات التقليدية لشعب الموندا هي جادور وكارام سوسن وماغي سوسن.
ديانة شعب الموندا هي خليط من السارنية والهندوسية. رغم أن الموندا حافظوا على جزء كبير من ثقافتهم، إلا أنهم استوعبوا عددًا من التقاليد الهندية. الإله الأعلى لمونداس هو سينغبونغا، وتعني إله الشمس، وهو الذي يحفظهم من المشقات على حد قولهم.